# أباطرة سلالة تشين الحاكمة
مرت أسرة تشين بمرحلتين رئيسيتين منذ تأسيسها:
1. مرحلة المملكة:  بدأت هذه المرحلة مع نهاية فترة الربيع والخريف، حينما تراجعت سلطة أسرة تشو وأصبحت مجرد سلطة اسمية. تأسست مملكة تشين عام 897 ق.م، وكانت تقع في الغرب بعاصمتها شيانغ يانغ (تشأنغان). على الرغم من ضعفها آنذاك، إلا أن موقعها الاستراتيجي خلف جبال تشأنغأن وفر لها حماية من الحروب التي شهدتها فترة الممالك المتحاربة تحت سلطة تشو الاسمية.
2. مرحلة الإمبراطورية:  بعد تولي ينغ زينغ عرش ولاية تشين، بدأ في تنفيذ سلسلة من الإصلاحات وجلب مستشارين بارزين مثل لي سي لخدمة بلاطه. تحت قيادته، بلغت تشين ذروة قوتها، واستطاع ينغ زينغ توحيد الممالك المتحاربة تدريجيًا، بما في ذلك احتلال العاصمة الرسمية لويانغ. كما أجبر ملك تشو الشرقية على حل بلاطه والتنازل عن السلطة، وطرده من المدينة.

في عام 221 ق.م، وبعد توحيد البلاد، أعلن ينغ زينغ نفسه إمبراطورًا بدلاً من ملك، تكريمًا وتعظيمًا لإنجازه. وعلى الرغم من اكتفائه بأراضي تشو، إلا أنه قام بربط أجزاء سور الصين لتعزيز حماية المملكة من التهديدات الخارجية.

## عظمة تشين

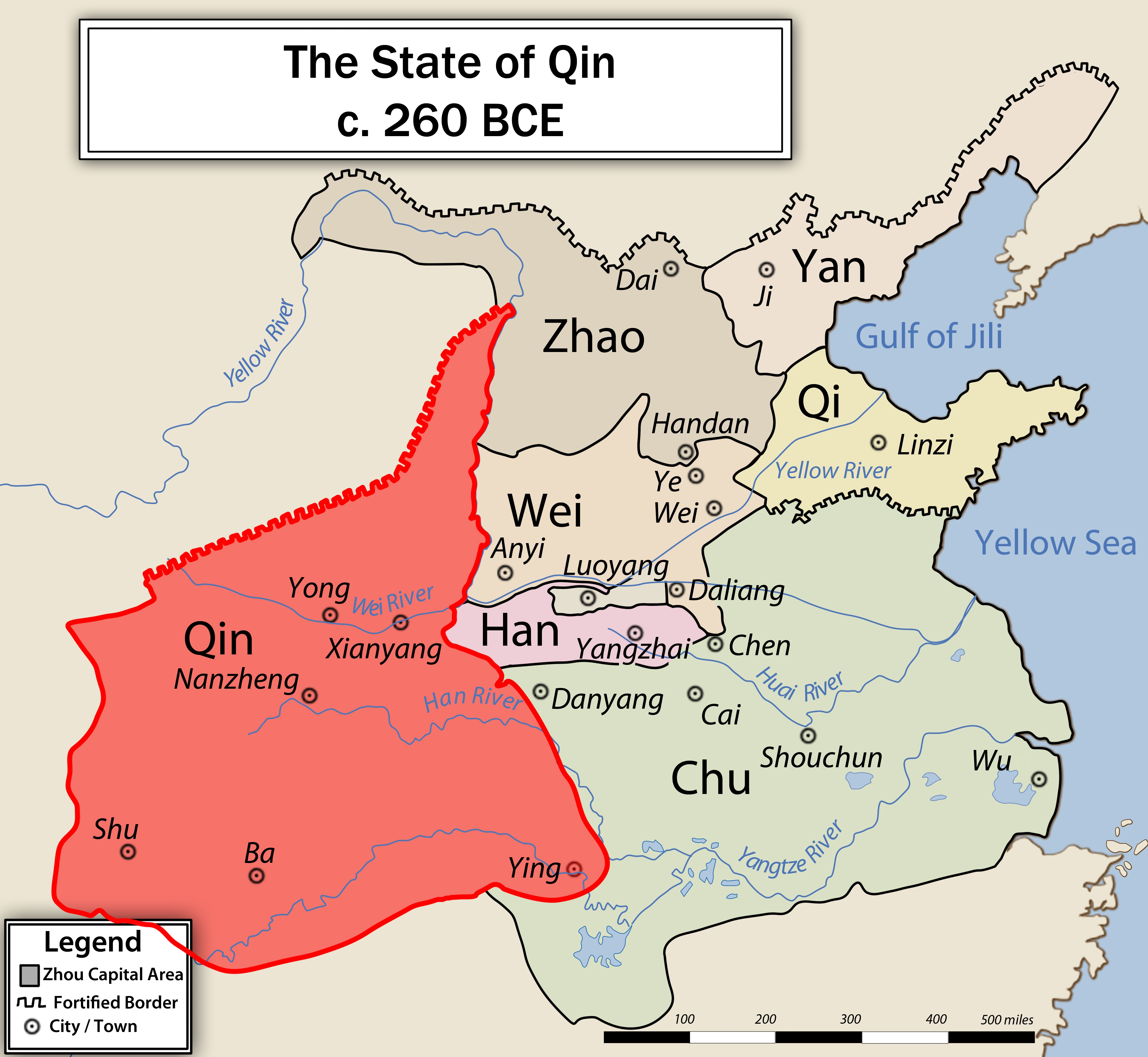
تشن

كانت أسرة تشين أول أسرة حاكمة يتخذ حاكمها لقب "الإمبراطور"، حيث كان من المعتاد سابقًا أن يُلقب الحاكم بـ"الملك". رأى الإمبراطور تشين شي هوانغ أنه استحق لقبًا أعظم تقديرًا لإنجازه التاريخي بتوحيد البلاد بعد انقسامات استمرت أكثر من 500 عام.
عمل الإمبراطور على توحيد العملة والمقاييس، وربط أسوار الممالك السابقة الممتدة من كوريا إلى تشانغان، لتشكيل ما يُعرف اليوم بـ"سور الصين العظيم"، بهدف صد هجمات قبائل البدو في الشمال. رغم تغييره لنظام الحكم، لم يُحدث أي تغيير في مظهر وملابس الإمبراطور، حيث حافظ على تاج العقيق والرداء المزركش.
كان من أبرز إصلاحاته استحداث منصب رئيس الوزراء لأول مرة، وبناء قصر إيبانغ الذي كان في وقته أكبر قصر في العالم. كما أسس نظامًا إداريًا ظل مستخدمًا حتى عهد أسرة تانغ، وأطلق على البلاد اسم "الصين"، وهو تحوير عن اسم "تشين". كذلك، فرض التبعية على معظم الدول المجاورة.
لكن في المقابل، اشتهر الإمبراطور بطغيانه وسفكه للدماء. قام بحرق معظم الكتب في البلاد باستثناء الكتب الزراعية والطبية، لكنه أمر بنسخ الكتب المحترقة وحفظها في مكتبة قصره. فرض نظام التجنيد الإجباري، وتعرض لمحاولات اغتيال عديدة، لكنها جميعًا باءت بالفشل.

## قائمة أباطرة تشين
هذه قائمة بحكام دولة تشين. يعتبر ينغ تشينغ، الذي عُرف لاحقًا بلقب تشين شي هوانغدي، أول إمبراطور للصين الموحدة، بعد نجاحه في توحيد البلاد عام 221 قبل الميلاد.
| الاسم عند الولادة                              | الاسم بعد الوفاة (Shi Hao 諡號)            | سنوات الحكم       | التسمية التقليدية: "تشين" + الاسم بعد الوفاة |
| ---------------------------------------------- | ------------------------------------------ | ----------------- | -------------------------------------------- |
| Ying Ze (嬴則 yíng zé أو Ying Ji 嬴稷 yíng jì) | Zhaoxiang (昭襄 Zhāoxiāng)                 | 255 ق.م – 250 ق.م | تشين تشاوشيانغ                               |
| Ying Zhu (嬴柱 yíng zhù)                       | Xiaowen (孝文 Xiàowén)                     | 250 ق.م           | تشين شياوون                                  |
| Ying Zichu (嬴子楚 yíng zi chǔ)                | Zhuangxiang (莊襄 Zhuāngxiāng)             | 249 ق.م – 247 ق.م | تشين تشوانغشيانغ                             |
| Ying Zheng (嬴政 yíng zhèng)                   | Qin Shihuangdi 1) (始皇帝 Shǐhuángdì)      | 246 ق.م – 210 ق.م | تشين شي هوانغدي                              |
| Ying Huhai (嬴胡亥 yíng hú hài)                | Er Shi Huangdi (二世皇帝 Èr Shì Huángdì)   | 209 ق.م – 207 ق.م | الإمبراطور الثاني تشين                       |
| Ying Ziying 2) (嬴子嬰 yíng zi yīng)           | Sān Shì Huángdì (三世皇帝 Sān Shì Huángdì) | 207 ق.م – 206 ق.م | الإمبراطور الثالث تشين                       |

## تشين شي هوانغ
كان اسم ينغ زينغ هو الاسم الشخصي لأول إمبراطور لسلالة تشين الحاكمة. وُلد عام 259 ق.م لوالده الأمير زوانغ شيانغ، ولي عهد ولاية تشين، ووالدته زاو، ابنة الوزير لو بويي. ساعدت زاو زوجها على اعتلاء عرش ولاية تشين، وعندما توفي الملك زوانغ شيانغ عام 246 ق.م، تولى ينغ زينغ العرش وهو في الثالثة عشرة من عمره. نظرًا لحداثة سنه، تولى لو بويي وصاية الحكم نيابة عنه.
في عام 235 ق.م، استلم ينغ زينغ السلطة الكاملة بعد أن أطاح بجده لو بويي بسبب تورطه في فضيحة مع زوجة أبيه. وفي نفس العام، تمرد شقيقه ينغ شينغجياو، المعروف بلقب لورد تشانغان، محاولًا احتلال ولاية تشاو، لكن تمردَه أُخمد بواسطة قوات الولاية.
مع نضوج الملك ينغ زينغ، خشي لو بويي من أن يحقق أكثر في علاقته السرية مع زوجة الملك زوانغ شيانغ. دفع لو بويي مبلغًا من المال لاغتيال الملك عبر القاتل لاو يي، لكن المؤامرة كُشفت. أمر الملك بإعدام لاو يي بطريقة وحشية، حيث تم ربطه بأربعة عربات مزقت جسده بالكامل، كما أُعدم جميع أفراد عائلته وأقاربه حتى الدرجة الثالثة.

بعد هذا الحادث، خاف لو بويي من اكتشاف المزيد من أفعاله المشينة، فاختار الانتحار عبر شرب السم. في أعقاب ذلك، تمت ترقية لي سي إلى منصب رئيس الوزراء.

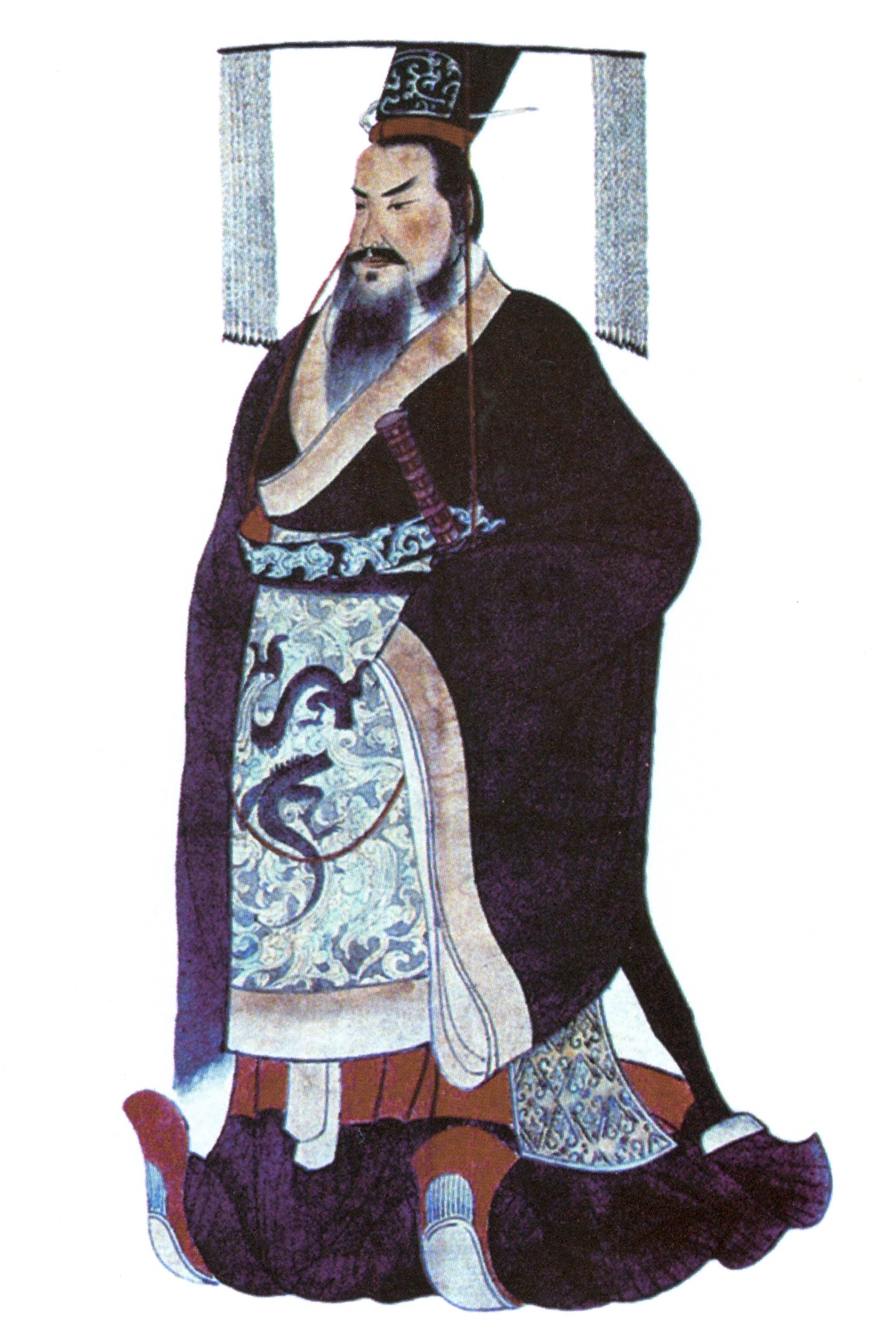
تشين شي هوانج

بدأت أولى حملات التوحيد التي قادها الملك زي ينغ ضد دولة يان الضعيفة، التي استسلمت ظاهريًا ولكنها خططت لاغتيال الملك. كلفت يان جينغ كه بتنفيذ الاغتيال ضمن حيلة مدروسة، حيث أرسل ملك يان مرسوم استسلام وهدايا إلى تشين. أثناء تقديم الهدايا، اقترب أحد أصدقاء جينغ كه من الملك وأظهر علامات ارتباك، وعندما سأله الملك عن السبب، أجاب جينغ كه بأن صديقه يشعر بالخوف أمام جلالته.
عند فتح الرسالة، أخرج جينغ كه خنجرًا وحاول اغتيال الملك. لكن بسبب منع وجود الأسلحة في القصر، تمكن الملك من الهروب حتى عثر على سيف وقتل به جينغ كه. ردًا على المحاولة، أرسل الملك جيشًا كبيرًا لغزو يان.
بحلول عام 230 ق.م، بدأ الملك زي ينغ حملاته النهائية لتوحيد البلاد. تمكن من ضم ولايات هان ووي وزاو، وكذلك إقليم لياودونغ. كما أمر بقتل أفراد أسرة تشو في لويانغ. اكتمل التوحيد باحتلال ولاية تشي في شاندونغ بجيش قوامه 200,000 جندي.
أعلن الملك نفسه إمبراطورًا بعد توحيد البلاد وعمل على تعزيز نظام حكمه. لكن مع تقدمه في العمر، أصيب بجنون العظمة، مما جعله عرضة لخداع بعض السحرة الطاويين الذين أثروا عليه بسحرهم ومزاعمهم.
أُخبر الإمبراطور تشين شي هوانغ بوجود إكسير للحياة في جزيرة زيفو اليابانية، فقرر الانطلاق في رحلة للبحث عنه، يرافقه ابنه تشين إير، ورئيس الوزراء لي سي، والخصي زهاو قاو. أثناء عودتهم إلى العاصمة، توفي الإمبراطور فجأة.
حرص لي سي على إبقاء خبر وفاته سرًا حتى الوصول إلى العاصمة شيان يانغ، خوفًا من حدوث اضطرابات. للحفاظ على السر، أمر لي سي بوضع السمك المتعفن أمام وخلف عربة الإمبراطور لإخفاء رائحة تعفن الجثة. لم يكن على علم بوفاة الإمبراطور سوى لي سي، زهاو قاو، وخمسة أو ستة خصيان.
عند وصول القافلة إلى العاصمة، أعلن لي سي نبأ وفاة الإمبراطور رسميًا.

## تنصيب هوهاي
كان ينغ هوهاي الابن الأصغر والأحب للإمبراطور تشين شي هوانغ. بعد وفاة والده، تورط لي سي والخدم في مؤامرة لتعيين هوهاي إمبراطورًا بدلاً من الابن الأكبر، فوسو، رغم أن الإمبراطور لم يعلن رسميًا عن وريث للعرش خلال حياته. خوفًا من الجنرال مينغ تيان، قام لي سي وزاو قاو بتزوير مرسوم إمبراطوري مزيف يأمر فوسو والجنرال بالانتحار، مما أدى إلى نجاح خطتهم.
في السنة الأولى من حكمه، وثق هوهاي في خادمه زاو قاو، وعينه رئيسًا للوزراء. لاحقًا، قام زاو قاو بقتل لي سي، وأصبح هوهاي (المعروف بلقب تشين إير شي) أكثر ظلمًا من والده. وصلت قسوته إلى حد إعدام خمسة جنرالات في يوم واحد. وعندما أمر زاو قاو بقتل الحكام المشتبه بتمردهم في الولايات لتجنب اندلاع ثورات، قاد وو غوانغ وتشن تشينغ تمردًا ضد حكم أسرة تشين.
سرعان ما انضمت معظم الولايات إلى التمرد، مما أدى إلى انشقاقها عن حكم تشين. في النهاية، تعرضت قوات أسرة تشين لهزيمة كبيرة في معركة جولو على يد قوات المتمردين بقيادة شيانغ يو، الذي أعاد إحياء بلاط أسرة تشو في لويانغ.

## الملك شانغ
بعد اغتيال هوهاي في عام 206 ق.م، قرر زهاو غاو تنصيب زيينغ ملكًا، حيث ألغى لقب الإمبراطور لأن أسرة تشين فقدت سيطرتها على معظم الأراضي ولم يتبقَ لها سوى منطقة غوانزونغ، وهي أراضيها الأصلية قبل توحيد الصين.
هناك جدل حول أصل زيينغ، إذ يرى بعض المؤرخين أنه ابن ينغشيجياو، شقيق الإمبراطور الأول تشين شي هوانغ، بينما يعتقد آخرون أنه ابن فوسو أو شقيق تشين شي هوانغ.
في عام 207 ق.م، استسلم زيينغ للقائد ليو بانغ. وبعد انسحاب الأخير ودخول الجنرال شيانغ يو من أسرة تشو، تم إعدام زيينغ إلى جانب جميع أفراد أسرة تشين. أدى ذلك إلى اندلاع الحرب بين تشو وهان، والتي انتهت بانتصار ليو بانغ وتوحيد البلاد تحت حكمه، حيث أسس سلالة هان.